# Culex vulgaris
Culex vulgaris är en tvåvingeart som beskrevs av Carl von Linné 1792. Culex vulgaris ingår i släktet Culex och familjen stickmyggor.
Artens utbredningsområde är Sverige. Inga underarter finns listade i Catalogue of Life.